# چارچوب اینشتین و یوردان
لاگرانژین در نظریه های اسکالر-تنسور را می توان در چارچوب یوردان نوشت یا در چارچوب اینشتین. در چارچوب یوردان یک میدان نرده ای در اسکالر ریچی ضرب شده است ولی در چارچوب اینشتین با استفاده از تبدیلات کانفورمال این ضریب را می توان حذف کرد و به شکل جملات اضافی در لاگرانژی گرانشی نوشت. تبدیلات کانفورمال زیادی بین این چاچوبه ها وجود دارد. برای مثال تغییر مقیاس وایل را داریم Weyl rescaling {\displaystyle {\tilde {g}}_{\mu \nu }=\Phi ^{-2/(d-2)}g_{\mu \nu }}، که در اثر اعمال این تبدیل تنسور ریمان و ریچی تغییر می کنند:
{\displaystyle {\sqrt {-{\tilde {g}}}}=\Phi ^{-d/(d-2)}{\sqrt {-g}}}
{\displaystyle {\tilde {R}}=\Phi ^{2/(d-2)}\left[R+{\frac {6}{d-2}}{\frac {\Box \Phi }{\Phi }}-{\frac {6(d-1)}{(d-2)^{2}}}\left({\frac {\nabla \Phi }{\Phi }}\right)^{2}\right]}
{\displaystyle \int d^{d}x{\sqrt {-{\tilde {g}}}}\Phi {\tilde {R}}=\int d^{d}x{\sqrt {-g}}\left[R-{\frac {6}{(d-2)^{2}}}\left(\nabla \left(\ln \Phi \right)\right)^{2}\right]}

## مرجع
- Valerio Faraoni، Edgard Gunzig، Pasquale Nardone، Conformal transformations in classical gravitational theories and in cosmology، Fundam. Cosm. Phys. ۲۰(۱۹۹۹):۱۲۱، آرخیو:gr-qc/9811047.
- Eanna E. Flanagan,  The conformal frame freedom in theories of gravitation, Class. Q. Grav. 21(2004):3817, آرخیو:gr-qc/0403063.